# Белгородская областная клиническая больница Святителя Иоасафа
Белгоро́дская областна́я клини́ческая больни́ца Святи́теля Иоаса́фа (Областное государственное бюджетное учреждение здравоохранения «Белгородская областная клиническая больница Святителя Иоасафа», в просторечье Белгородская областная больница) — головное лечебно-профилактическое учреждение здравоохранения Белгородской области. Больница расположена в городе Белгороде по адресу: улица Некрасова, 8/9.

## История
Белгородская областная больница на 250 коек была открыта 21 июля 1954 г. на базе Белгородской городской больницы (распоряжение № 219 Белгородского областного Совета народных депутатов). На момент создания в больнице трудилось 75 врачей и 125 медсестер. В период с 1959 г. по 1986 г. были возведены административный корпус, 4 лечебных корпуса, консультативная поликлиника на 600 посещений в смену, а количество койко-мест в больнице доведено до 880.
В 1993 году на базе больницы были образованы Межрегиональный колопроктологический центр и Межтерриториальный центр хирургии печени и поджелудочной железы Черноземья.
В 2000 году областная больница №1 преобразована в Белгородскую областную клиническую больницу. В 2003 году был принят генеральный план реконструкции больницы и её технического переоснащения. В 2004 году открыт новый хирургический корпус, площадь которого составила 23 тысячи квадратных метров. В этом же году в больнице впервые в Белгородской области было выполнено аортокоронарное шунтирование, а на территории больницы завершено возведение храма Блаженной Матроны Московской по проекту архитектора В. Я. Бусыгина. В 2005 году впервые в больнице было произведено стентирование коронарных артерий, в структуру больницы вошёл перинатальный центр, при этом коечная мощность больницы достигла 1430 коек. В 2006 году Белгородской областной клинической больнице присвоено имя Святителя Иоасафа.

## Структура
В составе больницы работают:
- 22 специализированных отделения на 960 коек;
- консультативная поликлиника на 600 посещений в смену;
- перинатальный центр на 485 коек с консультативно-диагностическим центром на 150 посещений;
- диагностический центр;
- параклинические отделения;
- отделение санитарной авиации;
- прочие структурные подразделения и вспомогательные службы.

На базе больницы располагаются шесть кафедр медицинского факультета и Института последипломного медицинского образования НИУ «БелГУ».